# Boualem Sebaoune
Boualem Sebaoune (en arabe : بوعلام سباون) est un footballeur international algérien né le 26 août 1949 à Alger. Il évoluait au poste d'arrière gauche.

## Biographie

### En club
Il évoluait en première division algérienne avec son club formateur, le NA Hussein Dey.

### En équipe nationale
Il reçoit deux sélections en équipe d'Algérie entre 1968 et 1972. Son premier match a eu lieu le 23 mai 1971 contre l'URSS (défaite 7-0). Son dernier match a eu lieu le 5 juin 1972 contre la Tunisie (défaite 3-1).

## Palmarès
NA Hussein Dey
- Coupe d'Algérie :
  - Finaliste : 1967-68.